# Skórniczek świerkowy

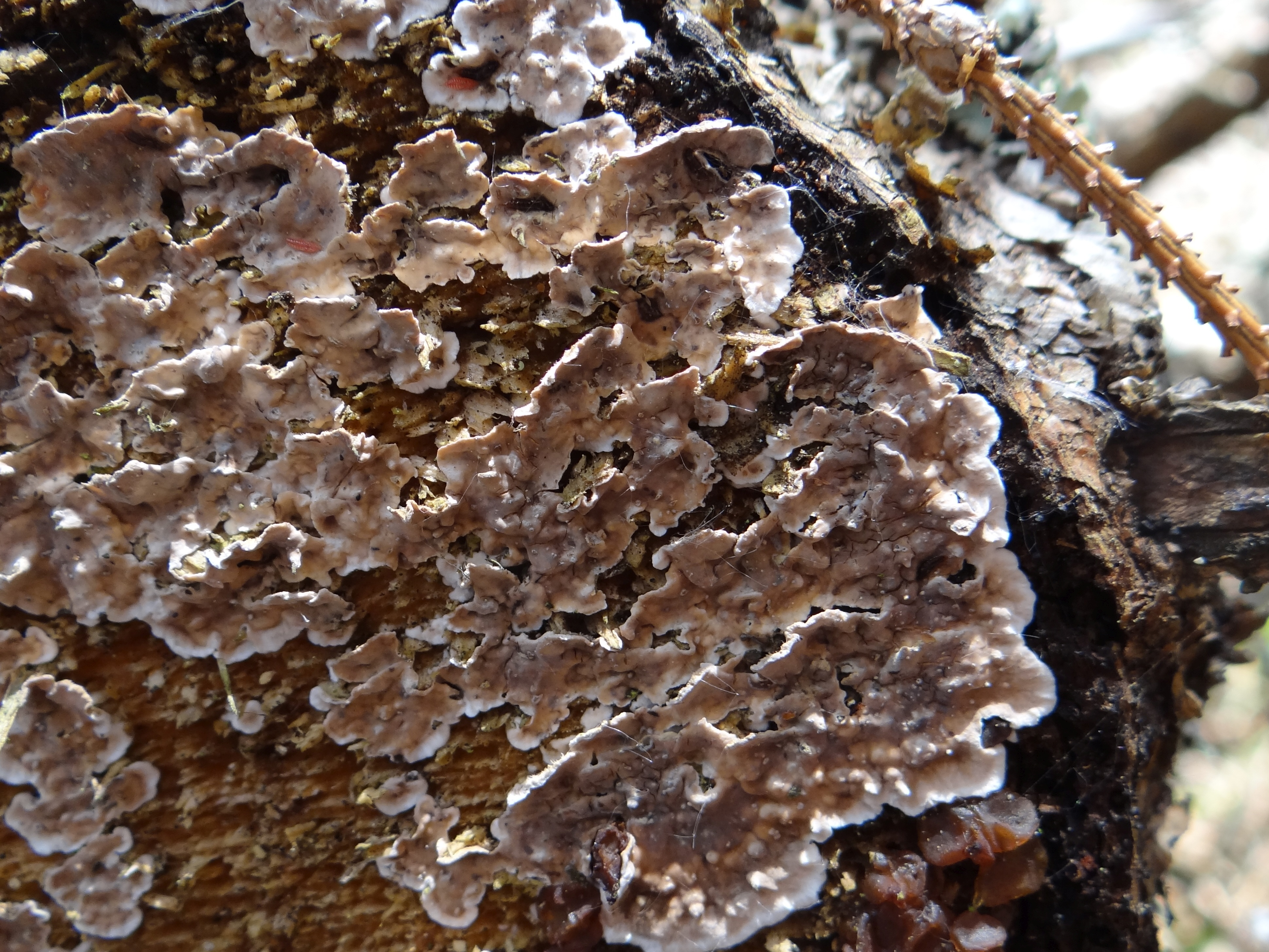

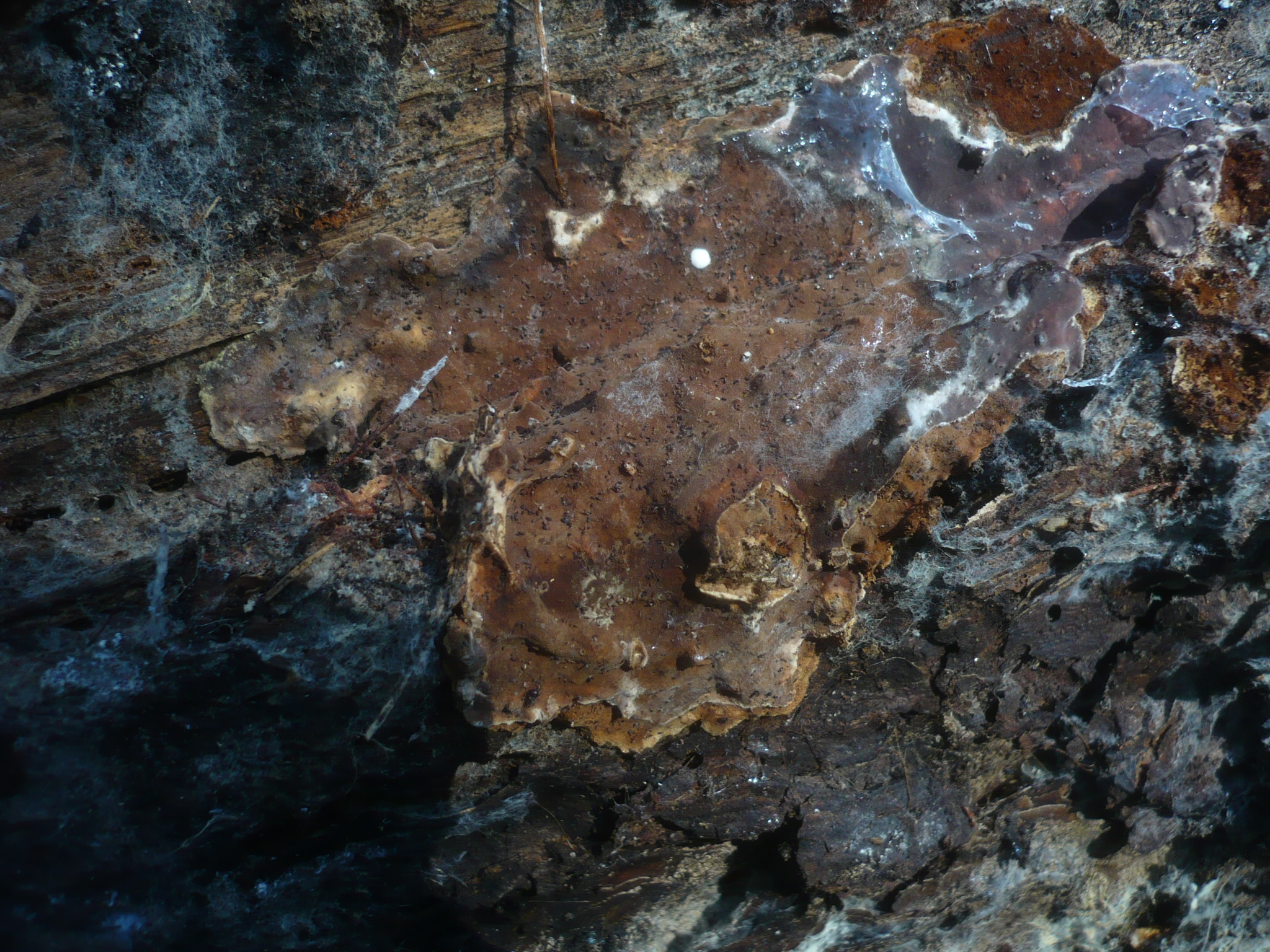

Skórniczek świerkowy, skórniczek szczelinowaty (Amylostereum areolatum (Chaillet ex Fr.) Boidin) – gatunek grzybów należący do rodziny Echinodontiaceae.

## Systematyka i nazewnictwo
Pozycja w klasyfikacji według Index Fungorum: Stereum, Echinodontiaceae, Russulales, Incertae sedis, Agaricomycetes, Agaricomycotina, Basidiomycota, Fungi.
Po raz pierwszy takson ten zdiagnozowali w 1828 r. Jean Frédéric de Chaillet i Elias Fries nadając mu nazwę Thelephora areolata. Obecną, uznaną przez Index Fungorum nazwę nadał mu w 1958 r. Jacques Boidin, przenosząc go do rodzaju Amylostereum. 
Synonimy:
- Lloydellopsis areolata (Chaillet ex Fr.) Pouzar 1959
- Stereum areolatum (Chaillet ex Fr.) Fr. 1838
- Thelephora areolata Chaillet ex Fr. 1828
- Xylobolus areolatus (Chaillet ex Fr.) P. Karst. 1881

Stanisław Domański opisał ten gatunek pod nazwą skórniczek szczelinowaty, Barbara Gumińska i Władysław Wojewoda w 1983 r. podali nową nazwę – skórniczek świerkowy. 

## Morfologia
Owocnik
Wieloletni. Zazwyczaj jest rozpostarto-odgięty, czasami tylko rozpostarty (resupinowaty). Tworzy wiele falisto powyginanych kapeluszy, które ułożone są rzędami lub dachówkowato i bokami zrastają się ze sobą. Pojedynczy ma średnicę 2–10 cm i grubość 0,1–0,3 cm. W środku wyrastają małe kapelusiki o kolistym kształcie, z podwiniętym z wszystkich stron brzegiem, tak, że osiągają wysokość do 3 cm i kształt czarki. Górna powierzchnia młodych owocników jest koncentrycznie strefowana, delikatnie aksamitna, o barwie ochrowej lub oliwkowobrunatnej. Starsze części owocnika mają skórkę o barwie od ciemnobrunatnej do czarniawej i żółtobrunatny lub tabaczkowy brzeg. Podczas wilgotnej pogody owocnik nasiąka wodą i staje się niemal czarny.  
Trama ma wraz z hymenoforem grubość 0,5–1,2 mm i bladobrunatną barwę. Od kontekstu oddziela ją wyraźna ciemna linia o grubości do 0,7 mm. Kontekst jest pokryty gąbczastą i filcowatą warstewką o barwie tabaczkowobrunatnej. Hymenium często jest wieloletnie, wyraźnie warstwowane, a jego powierzchnia jest nieregularnie pokryta guzkami. W żywym owocniku ma barwę blado ochrowobrunatną, podczas suchej pogody jest popękane, a podczas wilgotnej ciemnopurpurowo-fioletowe lub niebieskofioletowe.
Cechy mikroskopowe
System strzępkowy dymityczny ze strzępkami szkieletowymi i generatywnymi. Strzępki szkieletowe o grubości 3–5 μm, grubościenne, żółtobrunatne, z nielicznymi przegrodami, sporadycznie występującymi sprzążkami, wyginające się w górę. Strzępki generatywne o grubości 2–3 μm, bezbarwne, silnie rozgałęzione, cienkościenne, septowane, ze sprzążkami. W tramie strzępki ułożone są równolegle, wyginają się w dół i wrastają do hymenium. Rosną w nim gęsto i pionowo. W pozostałych warstwach owocnika strzępki są z sobą luźno splatane. W skórce są pozlepiane brunatną, żywiczną substancją. Wrzecionowate cystydy mają rozmiar 30–40 × 4–7 μm i są dość liczne, szczególnie w starszych owocnikach. Początkowo są cienkościemnne i bezbarwne, później stają się żółtobrunatne,grubościenne i silnie inkrustowane małymi kryształkami. 4-sterygmowe podstawki mają rozmiar 15–25 × 4–6 μm i sprzążki w podstawie. Zarodniki podłużnie elipsoidalne, o rozmiarach 5–8,5 × 2,5–4 μm, amyloidalne, bezbarwne, o gładkiej powierzchni.

## Występowanie i siedlisko
Opisano jego występowanie w Ameryce Północnej, Europie i Australii. 
Występuje w lasach iglastych i liściastych, głównie na świerku, rzadziej na jodle. Rozwija się na martwym drewnie, ale czasami także na żywych drzewach.

## Znaczenie
Saprotrof lub pasożyt wywołujący białą zgniliznę drewna, z ekonomicznego punktu widzenia jednak jego szkodliwość w Europie jest bez znaczenia.
Stwierdzono ścisłe współżycie między skórniczkiem świerkowym a trzpiennikiem Sirex noctilio. Samice tego owada rozprzestrzeniają bezpłciowe zarodniki skórniczka. Przechowywane są w układzie rozrodczym samicy i wraz z jajami składane na drzewie świerka. Wylęgające się z jaj larwy przez dwa lata odżywiają się grzybnią skórniczka. Dzięki temu, że samica trzpiennika nakłuwa drewno podczas składania jaj, skórniczek łatwiej kolonizuje drzewa żywe, lub martwe, ale świeże.

## Gatunki podobne
- skórniczek jodłowy (Amylostereum chailletii). Występuje głównie na jodłach i ma większe zarodniki[5]
- skórowiec fioletowawy (Veluticeps abietina). Ma ciemniejszy kontekst. Mikroskopowo odróżnia się zarodnikami (są dłuższe i nie amyloidalne) i cystydami (są cylindryczno-kolumnowate z zaokrąglonym szczytem)[4].